# Hundredårskoppen
Hundredårskoppen (die Hundertjahrtasse) var en officiel hædersgave, som den preussiske stat tildelte borgere, der blev 100 år. Sammen med koppen fik fødselaren overrakt et lykønskningsbrev fra ministerpræsidenten. Der kunne desuden medfølge en pengegave, hvis der var behov for støtte.
Koppen, hvis oprindelige design var af Emil Rudolf Weiß, blev fremstillet i Königliche Porzellan-Manufaktur Berlin. Koppen var af hvidt porcelæn og viste den preussiske fristats ørn i guld med omskriften „Die preussische Staatsregierung zum 100. Geburtstage“. På underkoppen fandtes den hædredes initialer mellem fødselsår og det aktuelle år. Med den nazistiske magtovertagelse i 1933 blev Hermann Göring ministerpræsident i Preussen og Preussens våben skiftede udseende. Efter 1940 besluttede Göring at uddele hundredårskopper i hele det tyske rige, og ørnen blev udskiftet med rigsørnen, og senere (i alt fald i 1943) kom et helt nyt design.
Produktionen af koppen endte sandsynligvis med afslutningen af 2. verdenskrig.

## Literatur
- Handbuch über den Preußischen Staat, herausgegeben vom Preußischen Staatsministerium für das Jahr 1931, Berlin 1931, S. 17